# 559 (číslo)
Pět set padesát devět je přirozené číslo. Následuje po čísle pět set padesát osm a předchází číslu pět set šedesát. Římskými číslicemi se zapisuje DLIX a řeckými číslicemi φνθ.

## Matematika
559 je:
- Abundantní číslo
- Složené číslo
- Nešťastné číslo

## Astronomie
- (559) Nanon je planetka hlavního pásu, kterou objevil v roce 1905 Max Wolf

## Roky
- 559
- 559 př. n. l.